# Bandon (Militär)
Bandon (pl. Banda) war eine Einheit der byzantinischen Armee und wurde auch Tagma, numerus oder griech. arithmos genannt. Jedes Bandon wurde von einem Komes, Tribunos oder Tagmarchos genannten Offizier kommandiert.
Nach Entstehung der Themen bezeichnete das Bandon sowohl eine taktische Einheit als auch eine Art Wehrbezirk in der die jeweilige Einheit stationiert war. Ursprünglich dürften beide Begriffe deckungsgleich gewesen sein, haben sich aber über die Jahrhunderte auseinanderentwickelt.

## Kavallerie
Das Strategikon des Maurikios (um 600 geschrieben) gibt die Stärke eines bandon für die Kavallerie mit 300 bis 400 Mann an. Hervorgehoben wird, dass ein bandon (im Feld) nicht weniger als 200 Mann und nur in Eliteeinheiten mehr als 400 Mann haben sollte. Einheiten, die weniger als 200 Mann umfassten und somit als zu klein galten, sollten zwar nicht mit anderen Einheiten zusammengefasst werden, durften aber kein eigenes Banner führen. Es wird zumeist angenommen, dass die Bandon in dieser Zeit auf dem Papier (genau wie die Einheiten, aus denen sie hervorgegangen sind) 500 Mann gehabt haben. Abhängig von dem tatsächlichen Truppenbestand konnte die Einheit jedoch zwischen 200 und 400 Mann schwanken. Dies war zum einen bedingt durch bereits erlittene Verluste im Kampf, die Abwesenheit anderweitig abkommandierter Einheitsangehörigen und die Fähigkeit bereits erlittene Verluste durch die Anwerbung neuer Rekruten auszugleichen. Die Byzantiner machten sich diesen Umstand zunutze um ihre Gegner über die tatsächliche Stärke ihrer Armee zu täuschen. So wurde bewusst darauf verzichtet, die Banner auf eine einheitliche Stärke zu bringen und jedem Bandon zwei Banner zugeordnet. Eins für den Komes und eins für seinen Stellvertreter. Am Tag der Schlacht wurde jedoch nur das Banner des Komes ins Feld geführt. 
Auf den ersten Blick betrachtet scheint das um 900 verfasste Taktika von Leo VI. den Vorgaben des früheren Strategikon in Bezug auf die Truppenstärke des Bandon zu folgen. Im Kapitel IV werden für das Bandon ebenfalls eine Stärke von 200 bis 400 Mann angegeben. Bei genauerer Betrachtung wird jedoch klar, dies andere Gründe hatte als im Strategikon. Ähnlich wie beim Meros, Moira und Droungos richtete sich die Stärke der Einheit nicht nach den organisatorischen Einheiten, aus denen sie gebildet wurden, sondern konnten entsprechend der Größe der verfügbaren Truppen schwanken. So bildeten 200 Mann die empfohlene Mindestzahl für kleine Armeen und 400 Mann die empfohlene Höchstgrenze für sehr große Armeen. Auch hier sollten die Einheiten jedoch unterschiedlich groß sein, um den Gegner zu verwirren.
In Kapitel XVIII des Taktika (um 900 geschrieben) wird anhand einer 4.000 Mann starken Kavallerieeinheit die Organisation einer Themenarmee dargelegt. Aus der darin aufgeführten Liste der Offiziere haben zahlreiche Historiker geschlossen, dass ein Bandon in dieser Zeit einheitlich 200 Mann umfasst hat. Tatsächlich dürfte es sich hierbei um eine kleine Armee im Sinne des Taktika gehandelt haben. Entsprechend sind auch alle Banda lediglich 200 Mann stark. Darüber hinaus fällt auf, dass für Armeen dieser Größe selbst das kleine Mann Bandon schon zu groß ist. Statt die Armee auf dem Schlachtfeld in Banda zu gliedern, wird die Armee in 9 Meroi geteilt. Davon sind die 3 Meroi der ersten Schlachtlinie je 500 Mann stark und die 6 Meroi der zweiten und dritten Schlachtlinie nur je 250 Mann stark. Als taktische Einheit findet das Bandon lediglich bei den beiden Einheiten Verwendung, die links und rechts von der Schlachtordnung für Hinterhalte abgestellt sind.
Die Meroi lassen sich zwar sinnvoll in Einheiten zu 50 Mann teilen, jedoch nicht in Banda zu 200 Mann. Vermutlich liegt hier der eigentliche Grund dafür, dass im nur rund 60 Jahre nach dem Taktika geschriebenen Praecepta Militaria der Begriff Bandon nur noch für Einheiten mit einer Stärke von 50 Mann verwendet wird. Anders als viele Historiker vermutet haben dürfte der Einheitenname und der Titel des kommandierenden Offiziers einfach nur auf eine wesentlich kleinere Einheit übergegangen sein: die Kavallerie Pentekontarchie.

## Infanterie
Für die Infanterie werden im Strategikon keine Angaben in Bezug auf die Einheitenstärke gemacht. Als Grund dafür gibt der Autor an, dass die Truppenstärke der tagmata bei den Fußtruppen noch mehr schwankt als bei der Kavallerie. Dies rührt vermutlich daher, dass verschiedene Einheiten der alten Armee i. e. Kohorten, Legionen und Auxilia als banda dem neuen System eingegliedert wurden.
Für die Infanterie folgt das Taktika den Vorgaben des älteren Strategikons, macht jedoch deutlich, dass die darin beschriebenen Strukturen und Truppentypen zur damaligen Zeit nicht mehr in Gebrauch sind. Tatsächlich scheint die Infanterie eher in Chiliarchie bzw. Droungoi, Hekatontarchie und Pentekontarchie organisiert gewesen sein.